# ولی‌ویو، آلبرتا
ولی‌ویو، آلبرتا (به انگلیسی: Valleyview, Alberta) یک شهرک در کانادا است که در Division No. 18 واقع شده‌است.

## خصوصیات
ولی‌ویو ۹٫۶۶ کیلومترمربع مساحت و ۱٬۷۶۱ نفر جمعیت دارد و ۷۰۰ متر بالاتر از سطح دریا واقع شده‌است.